# The Black Mirror III
The Black Mirror III (укр. Чорне дзеркало III) — комп'ютерна гра жанру квест. Гру розробила німецька компанія Cranberry Productions, а видала dtp entertainment 4 лютого 2011 року в Німеччині і 15 квітня 2011 року в решті Європи. 

## Ґеймплей
Black Mirror III — класичний point-and-click квест. Активні зони підсвічуються, що спрощує задачу гравця з пошуку потрібного предмета. Знайдені предмети можна складати в інвентар. Поставлені задачі гравець бачить в щоденнику персонажа. Більшість задач традиційні, однак є й оригінальні загадки. В деяких динамічних сценах потрібно розв'язувати задачу на швидкість. При цьому головоломки можна пропускати.
Окрім Даррена у цій частині є ще один активний персонаж — дівчина Валентина. Для проходження гри потрібно перемикатися між ними.

## Сюжет
Події гри продовжують сюжетну лінію The Black Mirror 2. Дерен оглядається на  замок Black Mirror, що поглинається вогнем, тримаючи в руці смолоскип... Таким його і знаходить поліція. Замикаючи наручники, Даррена відводять до відділку і починають допитувати, але він ні на що не реагує. Через три тижні, так нічого й не дізнавшись, його відпускають під заставу. Даррен тепер один. Він повинен з'ясувати, що ж все-таки тоді трапилося, що він насправді бачив, і, для початку, хоча б дізнатися, хто ця людина, що внесла за нього заставу.

## Оцінка преси
Міжнародні рейтинги The Black Mirror III були середніми, але трохи кращими, ніж у його безпосереднього попередника (Metacritic: 75 зі 100). Рейтинги німецьких журналів були в середньому вищими (Critify: 81 зі 100).
Ігровий портал StopGame оцінив гру у 50 балів зі 100. Критики зазнали одноманітність і незначні відмінності від другої частини: «Не можна сказати, що Black Mirror III стала розчаруванням у порівнянні з попередньою частиною серії. Проблема в тому, що для успіху триквела явно недостатньо повторити усе те, що ми вже бачили в сиквелі. А з новинками у розробників проблеми».
Ігровий журнал PC Ігри оцінив гру у 7 балів з 10. Загалом автору гра сподобалася, але журналіст заявив, що вона далеко від ідеалу: «Цікавий сюжет страждає від низької динаміки, затягнуте оповідання і прості загадки викликають дрімоту, безліч відсилань до попередніх частин вводять в ступор навіть давніх шанувальників серіалу. У підсумку замість напруженого трилера ми отримуємо лише містичну історію про духів, божевілля та стародавній артефакт».